# Carlemanniaceae
Carlemanniaceae es una familia de plantas con flores con  dos géneros dentro del orden Lamiales. Está  más estrechamente relacionada con la familia Oleaceae que con Caprifoliaceae. 
Se trata de arbustos o plantas herbáceas perennes en las regiones tropicales del sudeste de Asia.

## Descripción
Son hierbas perennes, arbustos o subarbustos, a menudo un poco carnosos; los tallos con línea interpeciolar. Las hojas opuestas, pecioladas, simples, estipuladas, ± asimétricas, dentadas o crenada-serrada. Flores bisexuales, ligeramente zigomorfas, en inflorescencias terminales o cimas axilares o corimbos. Cáliz con tubo adnato del ovario, 4 - o 5 lóbulos, lóbulos ± desiguales. Corola con 4  o 5 lóbulos, los lóbulos imbricados o induplicado-valvados. Estambres 2, insertados en medio del tubo de la corola; filamentos cortos, anteras linear-oblongas, abriendo lateralmente por ranuras. Fruto una cápsula  seco o carnosa, 2 o 5-valvada; lóbulos del cáliz persistentes. Semillas numerosas (30-100), ovoides, lisas, con endospermo ± carnosas.

## Géneros
- Carlemannia
- Silvianthus